# Anātman
« Non-soi » redirige ici.  Pour le non-soi en biologie, voir non-soi (biologie).
 (mars 2018).
Si vous disposez d'ouvrages ou d'articles de référence ou si vous connaissez des sites web de qualité traitant du thème abordé ici, merci de compléter l'article en donnant les références utiles à sa vérifiabilité et en les liant à la section « Notes et références ».
Anātman (en sanskrit IAST ; devanāgarī : अनात्मन् ; pali : Anattā ; japonais : 無我, muga) est le concept bouddhique d'impersonnalité, par opposition à la croyance hindoue de l'ātman,. D'après la théorie bouddhique, il n'existe aucun soi (ātman) à trouver, pas d'« entité-ego », mais une simple agrégation de phénomènes corporels et mentaux conditionnés. 
Anattā est souvent exposé selon la formule « Chaque chose est sans soi. ». C'est l'une des trois caractéristiques. Tandis que les deux premières caractéristiques, dukkha (ou l'insatisfaction en pāli, duḥkha en sanskrit) et anicca (ou l'impermanence en pāli, anitya en sanskrit) ne s'appliquent qu'aux phénomènes conditionnés, anatta s'applique à toutes choses, y compris en dehors du saṃsāra : le nirvāṇa est également vide d'essence. Cet absence de substrat permanent, un et indépendant, est sans contradiction avec la loi du karma, l'équilibre nécessaire du respect et considération pour tous les êtres.
L'école Pudgalavāda (personnaliste), aujourd'hui éteinte, fut la seule à admettre l'existence d'un soi (pudgala). 
La conséquence sotériologique de l'absence de soi est qu'il n'y a rien à sauver, le « soi » n'étant ni créé ni détruit, mais le simple résultat de conditions ; le pratiquant doit se diriger, par le détachement et le développement de l'esprit (bhāvanā), vers la cessation (nirodha) du « soi empirique » (le nāmarūpa), ce qui est le nirvāṇa.
Selon Bernard Faure : « L'accent placé par la plupart des érudits sur le dogme orthodoxe de l'anâtman reflète, une fois de plus, une vision élitiste, voire idéologique, du bouddhisme : en effet, il est clair que la plupart des adeptes du bouddhisme « populaire » croient en l'existence d'un Moi, et que c'est précisément sur cette croyance que repose leur pratique. »

## Anattā dans lebouddhisme theravāda
Le théravāda (ancien véhicule) distingue deux niveaux de compréhension : 
- l'opinion philosophique présumant un soi ;
- la croyance trompeuse à un soi, le sentiment d'avoir un soi.

L'opinion philosophique sur l'existence du soi a été attaquée par plusieurs philosophes, y compris par des non-bouddhistes. Par exemple Hume écrit dans son Traité de la nature humaine : 
Je peux m'aventurer à affirmer que nous ne sommes rien qu'un faisceau ou une collection de perceptions différentes, se succédant avec une rapidité inconcevable, et qui sont dans un flux et un mouvement perpétuels.
Contredire cette opinion ne suffit pas à supprimer le « sentiment même de soi », qui est profondément ancré et alimenté par les trois soifs (Tṛṣṇā). Selon la formule du Visuddhimagga, Seule la souffrance existe, mais on ne trouve personne qui souffre, les actes sont, mais on ne trouve pas d'acteur. 
Ce qui est nié par le bouddhisme n'est pas le « moi empirique » (le corps-esprit), c'est l'opinion qu'il y a un moi permanent et autonome (âme immortelle ou principe vital). Le « moi empirique » est décomposé en cinq « agrégats d'attachement », skandha : 
1. Le corps (rūpa) ;
2. les sensations (vedanā) ;
3. les perceptions (samjñā) ;
4. les « fabrications mentales » (samskāra) ;
5. la conscience (vijñāna).

Ces cinq agrégats d'attachements ne sont pas « soi » ; l'opinion du soi (sanskrit : satkāyadṛṣṭi ; pali : sakkâyaditthi), croyance erronée en l'existence de la personnalité (attā), émerge de ces cinq agrégats :
En fait, quand on sait que notre corps et notre mental ne sont que des nāma et des rūpa, on ne peut pas dire qu'ils sont « moi », qu'ils sont à « moi » ou qu'ils « m'appartiennent ». Ne suivant la volonté de personne, ces agrégats [les nâma (dénominations) et les rûpa (substances)] apparaissent et disparaissent d'eux-mêmes. Si vraiment ces agrégats étaient à nous, selon notre propre volonté, nous pourrions dire : « Que mon corps ne vieillisse pas, qu'il ne tombe pas malade, qu'il ne meure pas ! » Or, ils ne se plieront jamais à notre volonté ; nous ne maîtrisons rien. C'est pourquoi nous ne pouvons pas dire que cela est notre corps, notre âme ou notre entité propre. (Sayadaw U Jatila, Enseignements sur vipassana, trad. Dhamma Sami)
Les cinq agrégats provoquent l'attachement et la croyance que ces parties sont « soi ». Selon le second discours du Bouddha (l'Anattalakkhanasutta), ces cinq agrégats ne peuvent être considérés comme un « soi » : si c'était vrai, ils mèneraient au bonheur et on en aurait la maîtrise totale, mais ce n'est pas le cas. La souffrance (dukkha) naît du fait que la croyance au soi est en contradiction avec les caractéristiques de l'existence conditionnée (impersonnalité, impermanence, insatisfaction). C'est au stade du sotapanna que cette vue erronée est brisée.
On trouve dans le Milindapañha (livre II, 1) une métaphore comparant la personne à un char : aucun des deux n'a une existence autre que nominale, conventionnelle :
De même que la combinaison des pièces donne lieu au mot « char », ainsi l'existence des khandhas donne lieu à la convention d'« être vivant ».

## Anātman dans le mahāyāna
Les écoles Mahāyāna ne réfutent pas seulement l'existence du soi de la personne (jīvātman), mais aussi l'existence du soi des phénomènes (svabhāva, nature propre) ; il y a donc double vacuité  (Śūnyatā). 

### Métaphore de Candrakīrti
L'enseignement de Candrakīrti appartient au bouddhisme Madhyamika.
Dans le Madhyamakavatara, Candrakīrti reprend la métaphore du char et l'approfondit :
- Le char n'est pas différent de ses parties. On ne perçoit pas le soi indépendamment de la perception d'agrégats.
- Le char n'est pas identique à ses parties, autrement il y aurait plusieurs soi.
- Le char n'est pas possesseur de ses parties, autrement il faudrait concevoir un soi distinct des parties qui en soit le maître.
- Le char ne dépend pas de ses parties, au sens où changer une roue n'abolit pas le char, ne l'empêche pas de paraître exister.
- Le char n'est pas à la base de ses parties, car il s'agirait d'un concept dépourvu de tout.
- Le char n'est pas simplement la réunion de ses parties, autrement les constituants du char empilés seraient un char.
- Le char n'est pas la forme de la réunion de ses parties.

### Débats au sein du Mahāyāna
Anātman amènera différentes écoles du mahāyāna à postuler différentes compréhensions de l'inexistence du soi : 
- Simple collection des cinq agrégats
- Conscience mentale
- Dépositaire des traces karmiques
- Pure convention

Certaines écoles sont idéalistes (cittamātra, c'est-à-dire la Pensée Seulement). Dans ce cas tout simplement les phénomènes n'existent pas et la double vacuité s'applique à la relation sujet-objet : il n'y a ni sujet ni relation sujet-objet.
Le Mahāparinirvāṇa Sūtra, à l'encontre des enseignements du Hīnayāna (tel que le Brahmājālasūtta qui recense les vues fausses), introduit une distinction entre le soi conventionnel et le vrai Soi, qui est décrit comme Tathāgatagarbha :
« Lorsque j'ai enseigné le non-soi, les sots ont compris qu'il n'y avait pas de soi. Par cette méprise, ils sont incapables de comprendre le véritable soi. Voyant ceci le Tathāgata a encore recours aux moyens habiles (upāya), il leur apprend à éteindre le feu rageant d'innombrables distorsions (kleshas), leur révèle et leur explicite le tathāgata-dhātu, l'élément ou dimension (dhātu) de Bouddhéité. Sous la boue des passions ils déterrent le diamant de leur inaltérable nature de Bouddha, le vrai Soi. »
Cette doctrine qui renoue avec un essentialisme proche du brahmanisme a fait l'objet de nombreux débats et n'est pas universellement admise au sein même du Mahâyâna.[réf. nécessaire]

## Critique de l'anātman

### Jaïnisme
Le jaïnisme, religion shramanique comme le bouddhisme, conteste la vision de l'anātman ; en effet, pour le jaïnisme, la notion d'âme (ātman) est très importante et utilise la métaphore suivante pour contester le point de vue bouddhique : l'âme est comparée à un livre ; le bouddhisme lit le livre (c'est-à-dire voit les actes, karma) sans se préoccuper de sa substance (ici, le papier avec lequel le livre est fait) ; pour le jaïnisme, le bouddhisme ne se préoccupe que de la lecture du livre qu'est l'âme, en oubliant que ce qu'il lit est avant tout un composé de papier et d'encre, matières symbolisant l'âme, la substance vitale éternelle, sans début ni fin .

### Hindouisme
Dans son ouvrage Hindouisme et bouddhisme, Ananda Coomaraswamy quant à lui considère que le bouddhisme originel ne nie pas l'existence de l'ātman, d'un principe sans début ni fin, d'un Soi éternel, mais donne à voir ce qui n'est pas l'ātman en déclarant que n'est pas l'ātman les composés éphémères du corps.

#### Critique par la philosophie hindoue Nyâya
Selon la philosophie hindoue Nyâya commentée par Pakṣilasvāmin Vātsyāyana, la doctrine de l'anâtman est illogique : car s'il n'y a pas d'âtman (Soi) permanent, il ne peut y avoir de mémorisation possible ; pour qu'il y ait remémoration, il faut un unique connaisseur (l'âtman) qui perçoit maintenant l'objet connu précédemment, « et cela n'est pas possible s'il n'existe qu'une séquence d'événements cognitifs dépourvue d'âtman < permanent > » .
De plus, il y a nécessité d'un âtman (Soi) permanent pour justifier la résurrection (renaissance, « séquence des corps ») et la délivrance des réincarnations : si l'on admet que n'existe qu'« une simple séquence de cognitions momentanées dépourvues d'âtman : il manque un substrat continu à cette résurrection » ; s'il n'y a « qu'une séquence permanente d'expériences cognitives < différentes >, il n'y a pas ce long chemin à parcourir complètement parce qu'il n'y a pas d'entité unique qui puisse le faire » ; et s'il n'y a pas d'entité unique (âtman), « il n'y a rien à libérer de la série des corps ; et la transmigration et la délivrance ne sont plus justifiables ».
Pakṣilasvāmin Vātsyāyana considère que la doctrine de l'anâtman nie l'unité de l'être vivant, du Soi ou âtman et ne peut concevoir l'unité du Tout organisé (incarné dans l'être) : « s'il n'y avait qu'une simple séquence d'événements cognitifs, différentes entités seraient possibles < pour un seul être vivant > : toutes les activités des êtres vivants seraient non réunies, non reconnues, indistinctes ».